# Єнс Томасен
Єнс Якоб Дір Томасен (дан. Jens Jakob Dyhr Thomasen; нар. 25 червня 1996) — данський професійний футболіст, півзахисник клубу французької Ліги 2 «Нім».

## Кар'єра

### Початок кар'єри
Народився в Сандерумі, передмісті Оденсе. Томас почав грати у футбол у юнацькому клубі Сандерум, а в 11 років перейшов до молодіжної академії Оденсе.

### Оденсе
24 квітня 2015 року Томасен дебютував за Оденсе у матчі проти Есб'єрга з рахунком 2:0 у Суперлізі Данії. На диво, він був у стартовому складі і до того моменту не входив до основної команди. Він грав перші 62 хвилини, перш ніж його замінив Матіас Греве.
Влітку 2015 року, у віці 19 років, Томасена назавжди перевели в основний склад.
1 листопада 2015 року Томасен підписав продовження контракту до 2019 року. Томасен був названий «Відкриттям року» в Оденсе за 2016 рік. У січні 2018 року його контракт продовжили ще на два з половиною роки. У пошуках нового виклику Томасен підтвердив у травні 2022 року, що покине Оденсе, оскільки його контракт закінчувався через місяць.

### Нім
8 липня 2022 року клуб французької Ліги 2 Нім підтвердив, що Томасен приєднався до клубу, підписавши контракт на 1 рік з можливістю подальшого продовження. Він офіційно дебютував за клуб 30 липня 2022 року в матчі проти Кана з рахунком 1:0 у Лізі 2.